# Danh sách câu lạc bộ bóng đá Venezuela
Đây là danh sách các câu lạc bộ bóng đá Venezuela. Bóng đá là một trong những môn thể thao phổ biến nhất ở Venezuela.
- ACD Lara
- Aragua
- Atlético El Vigía
- Atlético Venezuela
- Carabobo
- Caracas
- Caroní
- Deportivo Anzoátegui
- Deportivo Petare
- Deportivo Táchira
- Estudiantes de Mérida
- Mineros de Guayana
- Monagas
- Real Esppor
- Trujillanos
- Yaracuyanos
- Zamora
- Zulia